# Jaguar-Club
Der Jaguar-Club in Herford war von 1966 bis 1970 einer der bekanntesten Beat-Clubs der Region Ostwestfalen-Lippe.

## Geschichte

### Anfänge
Die Geschichte des Jaguar-Clubs ist eng mit dem Namen Carola Frauli verbunden. Ihre Söhne Axel und Harald gründeten nach ihrer Schulzeit mit Freunden eine Beat-Band, die Jaguars. Nach Auftritten in verschiedenen Orten suchten sie einen Raum in Herford, in dem sie ebenfalls auftreten konnten. Anfang 1964 begannen die Jaguars damit, im Herforder Schützenhof Konzertnachmittage zu organisieren. Ende des Jahres traten zusätzlich weitere Gruppen auf. Im Januar 1965 wurde zum ersten Mal der Name Jaguar-Club verwendet.

### Höhepunkte
Als sich die Band Jaguars auflöste und in Bezug auf den Pachtvertrag im Schützenhof die Kündigung erfolgte, wurde am 20. Januar 1966 der Jaguar-Club im ehemaligen Kino Scala an der Mindener Straße 38 eröffnet. Wie im früheren Kino waren die Zuschauerplätze treppenförmig nach hinten angeordnet. Dabei gab es keine Stuhlreihen, sondern Tische. Den Platz der Jaguars nahm nun die Herforder Band „Rags“ ein.
In den folgenden knapp fünf Jahren traten dort fast alle bekannten Bands und Sänger der damaligen Zeit auf, die in Deutschland auf Tournee waren. Viele kamen im Anschluss an ihren Auftritt in der Bremer Fernsehsendung Beat-Club nach Herford. Der Jaguar-Club war damals nach dem Hamburger Star-Club eine der besten Adressen im Land. Die Eintrittspreise waren für heutige Verhältnisse äußerst gering. Sie lagen zwischen 1,50 DM über 6,50 DM für Cream, 8,00 DM für Jimi Hendrix, der 1967 im Jaguar-Club auftrat, und 12,00 DM für The Who. Zum Teil wurde das Eintrittsgeld auch auf die verzehrten Getränke angerechnet.
Während die bereits angekündigten Bee Gees wegen arbeitsrechtlicher Probleme nicht auftreten konnten, wurden die Rolling Stones wieder ausgeladen, weil sie zuvor die Berliner Waldbühne zerlegt hatten. Cliff Richard konnte wegen einer Terminüberschneidung nicht kommen.

### Das Ende
Ab 1969 wurden im Jaguar-Club neben den Livekonzerten immer häufiger Diskothekveranstaltungen durchgeführt. Am 30. Oktober 1970, wenige Monate nach der Schließung des Hamburger Star-Clubs, fand das letzte Gastspiel mit den German Bonds im Jaguar-Club statt. Von 1978 bis 1981 dienten die Räumlichkeiten unter dem Namen Scala Herford als Veranstaltungsort für Punk-, Reggae und New-Wave-Konzerte. Im Januar 1982 wurde das Scala-Gebäude abgebrochen.

### Aufgetretene Künstler
Im Jaguar-Club im ehemaligen Kino Scala traten zwischen 1966 und 1970 so bedeutende Musiker wie Jimi Hendrix Experience, Status Quo, The Who, The Rivets, Manfred Mann, The Spencer Davis Group, Dave Dee, Dozy, Beaky, Mick & Tich, die Small Faces, Cream (mit Jack Bruce, Ginger Baker und Eric Clapton), Alexis Korner, Desmond Dekker, The Hollies, The Easybeats, The Troggs, Bill Haley, The Searchers, The Drifters, The Smoke, The Equals, The Remo Four, Geno Washington, Herd, The Love Affair, The Move, Tony Sheridan, Ben E. King, Graham Bonney, Casey Jones & the Governors, die Scorpions, The Lords, The Rattles, The Petards, Tielman Brothers, The Liverbirds, Roger Chapman, The Statesmen, Drafi Deutscher und Ted Herold auf.
Während der Punk-Phase traten 1980 und 1981 unter anderem The Cure, DAF, Dead Kennedys, UK Subs, Stiff Little Fingers, Human League, Mekons, Athletico Spizz 80, Abwärts, Fehlfarben, ZK, Hans-A-Plast,
Brausepöter, KFC, 999, Toyah, LiLiPUT, Mania D, Rotzkotz, Aheads, Zeltinger Band, Roger Chapman and the Shortlist, Dexys Midnight Runners, UB40, Sniff ’n’ the Tears sowie Gravenites & Cipollina auf.

## Tamburin
Bereits vorher hatte sich Carola Frauli an der am 11. August 1967 eröffneten Diskothek Tamburin in der Kurfürstenstraße beteiligt. Dort traten ebenfalls Bands, Sänger und Diskjockeys auf, wie Chris Howland, Camillo Felgen, Ben E. King, Desmond Dekker, The Drifters und Shocking Blue. Gunter Gabriel war dort einige Monate lang Diskjockey. 1972 wurde das Tamburin geschlossen.

## Carola Frauli

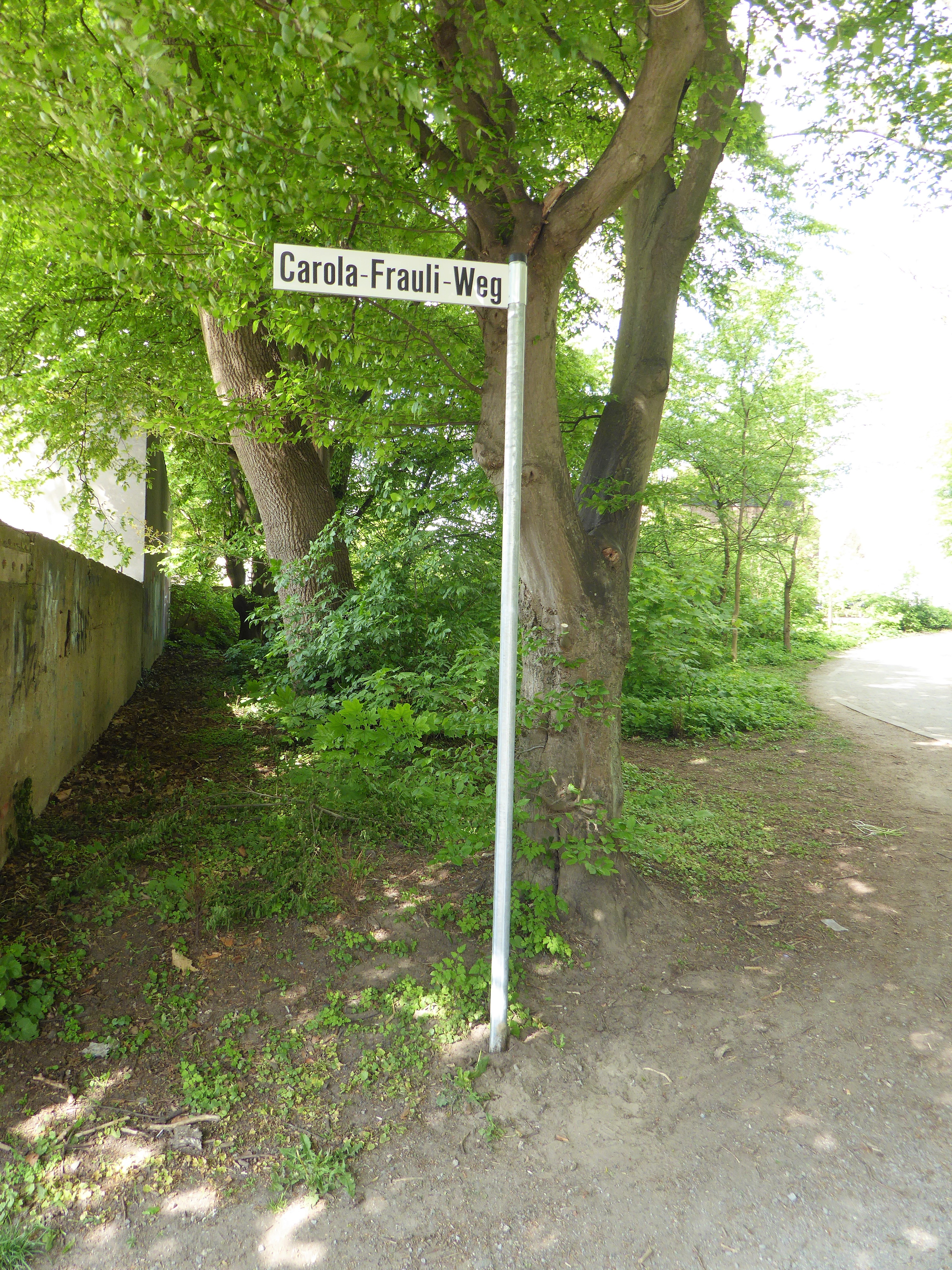
Carola-Frauli-Weg Herford 2022

Carola Frauli (* 6. August 1920 Bielefeld; † 12. Februar 2017 Bad Salzuflen) stammt aus einem künstlerisch interessierten Elternhaus. Nach dem Umzug der Familie nach Herford besuchte sie das Staatliche Oberlyzeum für Mädchen (ab 1939 Königin-Mathilde-Schule bzw. Königin-Mathilde-Gymnasium Herford). Nach dem Schulabschluss arbeitete sie für namhafte Firmen der Mode- und Kosmetikbranche in der Werbung für Prospekte, Inserate und Kataloge.
Am 6. August 2005 wurde Carola Frauli 85 Jahre alt. Aus diesem Anlass wurde am 3. September 2005 im Herforder Schützenhof eine große Party veranstaltet. Ihre Erinnerungen an den Jaguar-Club hat sie in einem Buch zusammengetragen. Im November 2006 trug sie sich im Rahmen einer Feierstunde in das Goldene Buch der Stadt Herford ein. Sie starb am 12. Februar 2017 im Alter von 96 Jahren in ihrem Altersruhesitz Bad Salzuflen. Am 9. Oktober 2020 erhielt der bis dahin namenlose Weg zwischen der Mindener Straße und dem ehemaligen Jaguar-Club an der Robert-Koch-Straße den Namen Carola-Frauli-Weg.

## Nachwirkungen
Im November 2007 wurden im Internet-Auktionshaus Ebay ein Autogramm vom Jimi Hendrix und eine Original-Eintrittskarte zu seinem Konzert im Jaguar-Club am 28. Mai 1967 versteigert. Nach 70 Geboten ging der Zuschlag am 8. November 2007 für 4.132 € an einen Rheinländer. Der Erlös kommt dem Altenzentrum Bethesda in Bad Salzuflen für den Ausbau eines Demenzgartens zugute.
Im November 2019 feierte ein zuvor produzierter Dokumentarfilm über den Jaguar-Club mit dem Titel Als der Jaguar nach Herford kam im Herforder Capitol-Kino Premiere. Der Dokumentarfilm gibt einen Einblick in die Entstehungsgeschichte des Jaguar-Clubs und es werden neun über 65-jährige Männer und Frauen aus dem Kreis Herford porträtiert, die damals Gäste im Jaguar-Club waren oder dort als Mitglieder einer Band aufgetreten sind. Unterlegt mit viel Beat- und Rockmusik aus den 1960er Jahren folgt der Film seinen Protagonisten mit dokumentarischen Aufzeichnungen in die Vergangenheit und begleitet sie mit der Kamera in der Gegenwart.